# Conchylodes arcifera
Conchylodes arcifera är en fjärilsart som beskrevs av George Francis Hampson 1912. Conchylodes arcifera ingår i släktet Conchylodes och familjen Crambidae. Inga underarter finns listade i Catalogue of Life.